# Diabrotica linsleyi
Diabrotica linsleyi is een keversoort uit de familie bladkevers (Chrysomelidae). De wetenschappelijke naam van de soort werd in 1987 gepubliceerd door Krysan & Smith.